# Biegacz pomarszczony
Biegacz pomarszczony (Carabus intricatus) – owad z rzędu chrząszczy. 
Jeden z występujących w Polsce biegaczowatych, osiąga długość 24–35 mm. Biegacz pomarszczony żyje w lasach. Często kryje się pod kamieniami, pniakami i w spróchniałych pniach drzew. Biegacz pomarszczony jest chrząszczem drapieżnym, aktywnym w nocy. Występuje w południowej i środkowej Europie, tworzy kilka ras geograficznych. W Polsce podlega częściowej ochronie gatunkowej.